# Dougan
Dougan je priimek v Sloveniji, ki ga je po podatkih Statističnega urada Republike Slovenije na dan 1. januarja 2010 uporabljalo 12  oseb in je med vsemi priimki po pogostosti uporabe uvrščen na 17.029. mesto.

## Znani nosilci priimka
- Danilo Dougan (1909—1993), pravnik, politik in športni delavec
- Katarina (Katja) Dougan, klinična (otroška...) psihologinja
- Peter Dougan (1935—2019), lutkovni animator
- Vladimir Dougan (1891—1955), tržaški alpinist slovenskega rodu